# Cottonwood Shores
Cottonwood Shores es una ciudad ubicada en el condado de Burnet en el estado estadounidense de Texas. En el Censo de 2010 tenía una población de 1.123 habitantes y una densidad poblacional de 221,79 personas por km².

## Geografía
Cottonwood Shores se encuentra ubicada en las coordenadas 30°33′8″N 98°19′29″O / 30.55222, -98.32472. Según la Oficina del Censo de los Estados Unidos, Cottonwood Shores tiene una superficie total de 5.06 km², de la cual 5.06 km² corresponden a tierra firme y (0%) 0 km² es agua.

## Demografía
Según el censo de 2010, había 1.123 personas residiendo en Cottonwood Shores. La densidad de población era de 221,79 hab./km². De los 1.123 habitantes, Cottonwood Shores estaba compuesto por el 82.1% blancos, el 1.16% eran afroamericanos, el 0.62% eran amerindios, el 0.62% eran asiáticos, el 0.53% eran isleños del Pacífico, el 12.29% eran de otras razas y el 2.67% pertenecían a dos o más razas. Del total de la población el 28.41% eran hispanos o latinos de cualquier raza.